# Religion i rymden
Astronauter och kosmonauter och andra deltagare i rymdfärder har uppmärksammat sin religion i rymden, ibland offentligt, ibland privat. Religiöst engagemang i yttre rymden utgör speciella, både utmaningar och möjligheter, för utövaren. Rymdfararna har rapporterat djupa förändringar i hur de ser på sin tro i relation till ändrad medvetenhet, samtidigt som vissa sekulära grupper har kritiserat astronauternas religiösa aktiviteter i rymdskepp.

## Bibelläsning i Apollo 8
På julafton 1968 läste astronauterna Bill Anders, Jim Lovell och Frank Borman Första Moseboken under tiden som Apollo 8 kretsade kring månen. I en stämning påstod grundaren av rörelsen American Atheists, Madalyn Murray O'Hair, att ceremonin var en offentlig religiös påtryckning i strid med första ändringsförslaget i USA:s konstitution, men målet avvisades.

## Kristendom

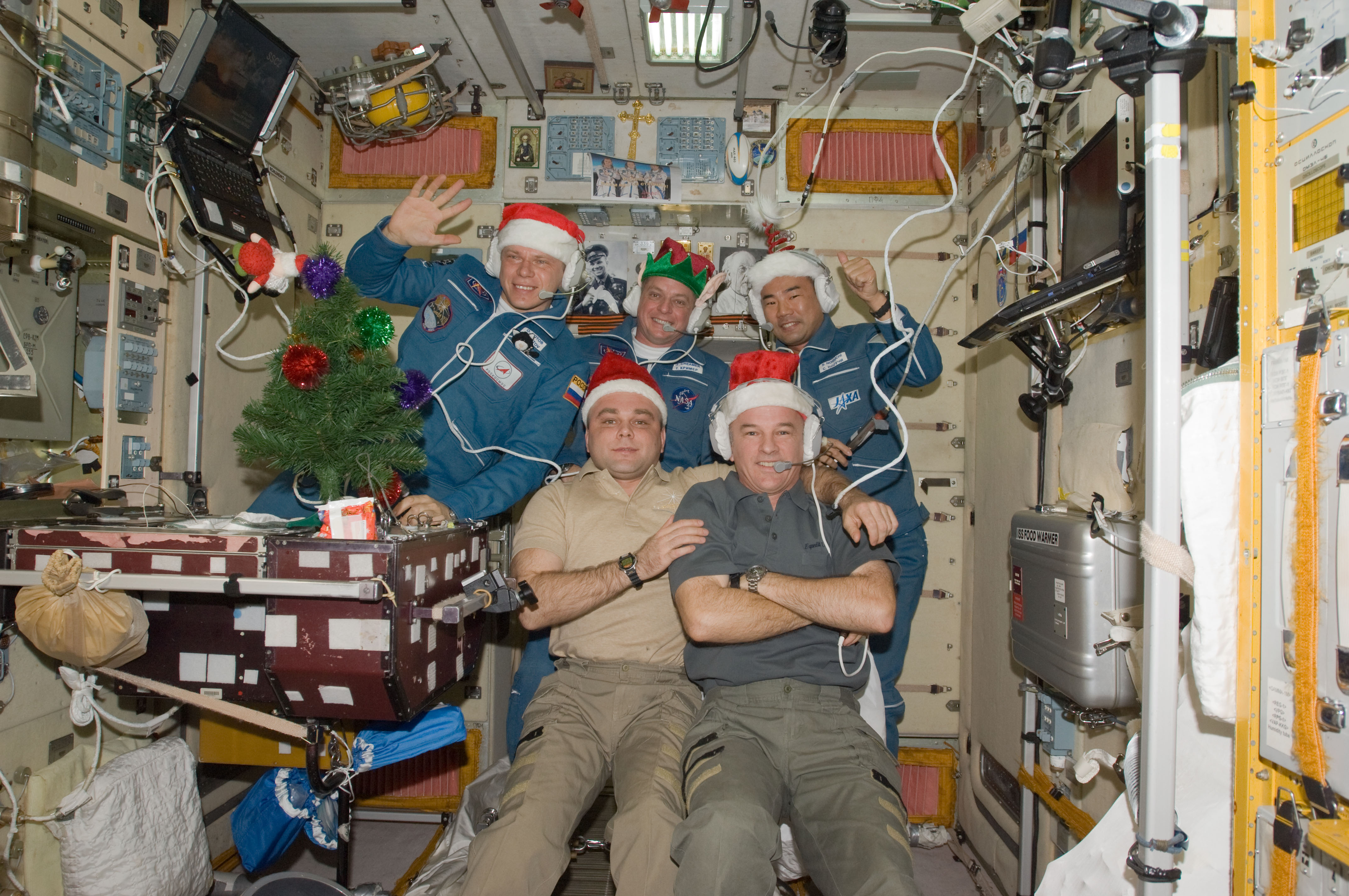
ISS-besättning vid julfirande ombord på Zvezda, ISS servicemodul, år 2009.

På rymdsonden STS-128 medförde astronauten Patrick Forrester ett fragment av ett flygplan tillhörande Missionary Aviation Fellowship, som störtade i Ecuador 1956.

### Protestantism
Astronaut Buzz Aldrin på Apollo 11, en presbyterian, utförde en nattvardsgång för sig själv med hjälp av ett kit från sin kyrka. Aldrin hade vidtalat flygledaren Chris Kraft om sina planer och tanken var att radiosända ritualen tillbaka till jorden men valde på begäran av Deke Slayton att inte göra detta på grund av den fortsatta kontroversen över Apollo 8:s bibelläsning.
En bibel på mikrofilm som hade varit på Månens yta auktionerades bort år 2011. Det var en "King James Version" som skapats efter att tre astronauter förlorade sina liv i Apollo 1-olyckan.  Ed White, en av astronauterna som omkom, hade velat ta en bibel till månen.

### Romersk katolicism
Ett signerat budskap från påven Paul VI tillsammans med uttalanden från dussintals andra världsledare lämnades kvar på månen på en kiselskiva under Apollo 11-uppdraget. Efter uppdraget berättade William Donald Borders, biskop i det romersk-katolska stiftet i Orlando, att påven enligt 1917 års regler för kanonisering placerade månen inom hans stift, eftersom de första upptäcktsresande hade utgått från Cape Kennedy som var under hans jurisdiktion.
I maj 2011 talade påve Benedict XVI med rymdfärjan Endeavours besättning medan den var i omlopp kring jorden.

### Rysk ortodoxi

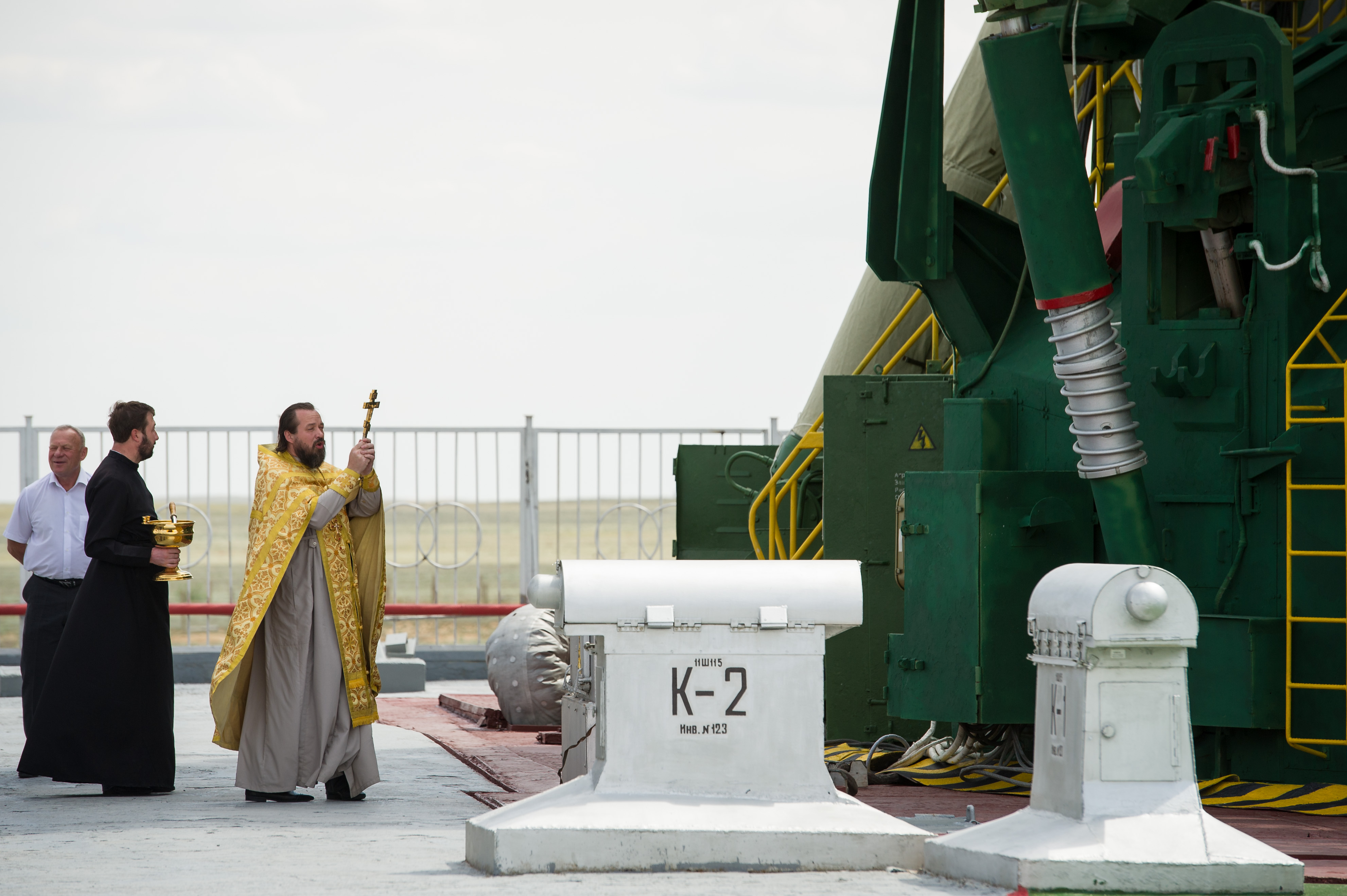
En rysk ortodox präst välsignar Sojuzraketen inför ISS-expedition 31.

Rysk-ortodoxa julen firades på den internationella rymdstationen den 7 januari 2011. Kosmonauterna hade ledig dag, men en av de andra i besättningen twittrade, "God jul till hela Ryssland."  Hela besättningen firade även den 25 december, två veckor tidigare.

## Islam
Muslimer i rymden kämpar med att uppfylla sina religiösa skyldigheter, såsom knäböjning i riktning mot Mekka, med att be i mikrogravitation och rörelse med flera kilometer per sekund. Saken togs upp första gången när Sultan bin Salman bin Abdulaziz Al Saud, en saudisk prins, flög ombord på rymdfärjan STS-51-G och åter igen när Anousheh Ansari flög som turist till den internationella rymdstationen, ISS. Vid förberedelserna för malaysiske Sheikh Muszaphar Shukors resa till ISS år 2007 skapade National Fatwa Council "Muslim Obligations in International Space Station" som beskriver tillåtna förändringar av ritualer, som att knäböjning när man ber inte krävs i rymden, och att riktning mot Mekka när man ber lämnas åt astronautens egen bedömning vid början av bönen samt att en våtservett är tillräcklig för tvättning.
I februari 2014 utfärdade General Authority of Islamic Affairs and Endowment (GAIAE) en fatwa som förbjuder goda muslimer från att delta som besättningsmedlemmar i det av Mars One föreslagna envägsuppdraget till Mars. Farooq Hamada talade om att "skydda livet mot alla möjliga faror och hålla det säkert" är ett problem som alla religioner har enats om och tydligt fastställs i den heliga koranens vers 4/29: Döda inte dig själv eller en annan. Sannerligen är Allah alltid barmhärtig."

## Judendomen
Ett exempel på judendom i rymden förekom 2003, då en Torah på mikrofilm och en skriftlig kopia av Shabbats kiddush medfördes av Ilan Ramon på ett rymduppdrag.
Den israeliska månsonden Beresheet, som sändes upp 2019, hade sitt namn efter Första moseboken. Sonden förde bland annat med sig en digitalt sparad hebreisk bibel.